# World Athletics Relays 2025
7. World Athletics Relays – zawody lekkoatletyczne w biegach sztafetowych, organizowane pod egidą World Athletics, które odbyły się 10 i 11 maja 2025 roku na Stadionie Olimpijskim Guangdong w chińskim mieście Kanton. Były to pierwsze zawody z cyklu World Athletics Relays rozgrywane w Chinach.
Po raz pierwszy została rozegrana konkurencja sztafet mieszanych na dystansie 4 × 100 metrów.

## Program
Źródło: worldathletics.org.
| 10 maja | 10 maja                          | 10 maja    |
| ------- | -------------------------------- | ---------- |
| 19:01   | Sztafeta mieszana 4 × 100 metrów | Eliminacje |
| 19:22   | Sztafeta mieszana 4 × 400 metrów | Eliminacje |
| 20:03   | Sztafeta 4 × 100 metrów kobiet   | Eliminacje |
| 20:25   | Sztafeta 4 × 100 metrów mężczyzn | Eliminacje |
| 20:53   | Sztafeta 4 × 400 metrów kobiet   | Eliminacje |
| 21:23   | Sztafeta 4 × 400 metrów mężczyzn | Eliminacje |

| 11 maja | 11 maja                          | 11 maja  |
| ------- | -------------------------------- | -------- |
| 19:05   | Sztafeta mieszana 4 × 100 metrów | Finał    |
| 19:13   | Sztafeta mieszana 4 × 400 metrów | Repasaże |
| 19:34   | Sztafeta 4 × 400 metrów kobiet   | Repasaże |
| 19:56   | Sztafeta 4 × 400 metrów mężczyzn | Repasaże |
| 20:16   | Sztafeta 4 × 100 metrów kobiet   | Repasaże |
| 20:32   | Sztafeta 4 × 100 metrów mężczyzn | Repasaże |
| 21:03   | Sztafeta mieszana 4 × 400 metrów | Finał    |
| 21:16   | Sztafeta 4 × 100 metrów kobiet   | Finał    |
| 21:26   | Sztafeta 4 × 100 metrów mężczyzn | Finał    |
| 21:36   | Sztafeta 4 × 400 metrów kobiet   | Finał    |
| 21:49   | Sztafeta 4 × 400 metrów mężczyzn | Finał    |

## Wyniki
| CR – rekord zawodów \| WL – najlepszy wynik na listach światowych w sezonie \| AR – rekord kontynentu \| NR – rekord kraju \| SB - najlepszy wynik w sezonie |

### Mężczyźni
| Konkurencja                         | 1. miejsce | Rezultat      | 2. miejsce | Rezultat   | 3. miejsce                                                                                    | Rezultat   | Źródło |
| Sztafeta 4 × 100 metrów (szczegóły) | Południowa Afryka · Bayanda Walaza · Sinesipho Dambile · Bradley Nkoana · Akani Simbine                                            | 37,61 WL      | Stany Zjednoczone · Courtney Lindsey · Kenneth Bednarek · Kyree King · Brandon Hicklin                                            | 37,66 SB   | Kanada · Aaron Brown · Jerome Blake · Brendon Rodney · Andre De Grasse                        | 38,11      | [ 5 ]  |
| Sztafeta 4 × 400 metrów (szczegóły) | Południowa Afryka · Gardeo Isaacs · Udeme Okon · Leendert Koekemoer · Zakithi Nene · Mthi Mthimkulu (elim.) · Lythe Pillay (elim.) | 2:57,50 WL NR | Belgia · Jonathan Sacoor · Robin Vanderbemden · Daniel Segers · Alexander Doom · Christian Iguacel (elim.) · Dylan Borlée (elim.) | 2:58,19 SB | Botswana · Lee Eppie · Justice Oratile · Kabo Rankgwe · Leungo Scotch · Victor Ntweng (elim.) | 2:58,27 SB | [ 6 ]  |

### Kobiety
| Konkurencja                         | 1. miejsce | Rezultat   | 2. miejsce                                                                        | Rezultat | 3. miejsce | Rezultat   | Źródło |
| Sztafeta 4 × 100 metrów (szczegóły) | Wielka Brytania · Nia Wedderburn-Goodison · Amy Hunt · Bianca Williams · Success Eduan · Asha Philip (elim.) · Desiree Henry (elim.) | 42,21 SB   | Hiszpania · Esperança Cladera · Jaël Bestué · Paula Sevilla · María Isabel Pérez  | 42,28    | Jamajka · Natasha Morrison · Shelly-Ann Fraser-Pryce · Tina Clayton · Shericka Jackson · Tia Clayton (elim.)               | 42,33 SB   | [ 7 ]  |
| Sztafeta 4 × 400 metrów (szczegóły) | Hiszpania · Paula Sevilla · Eva Santidrián · Daniela Fra · Blanca Hervas                                                             | 3:24,13 NR | Stany Zjednoczone · Paris Peoples · Karimah Davis · Maya Singletary · Bailey Lear | 3:24,72  | Południowa Afryka · Shirley Nekhubui · Miranda Coetzee · Precious Molepo · Zenéy van der Walt · Hannah van Niekerk (elim.) | 3:24,84 NR | [ 8 ]  |

### Mieszane
| Konkurencja                                  | 1. miejsce | Rezultat      | 2. miejsce | Rezultat   | 3. miejsce | Rezultat   | Źródło |
| Sztafeta mieszana 4 × 100 metrów (szczegóły) | Kanada · Sade McCreath · Marie-Éloïse Leclair · Duan Asemota · Eliezer Adjibi · Gabrielle Cole (elim.) · Jacqueline Madogo (elim.) | 40,30 SB      | Jamajka · Serena Cole · Krystal Sloley · Javari Thomas · Bryan Levell · Natasha Morrison (elim.) · Rasheed Foster (elim.)                        | 40,44 SB   | Wielka Brytania · Asha Philip · Kissiwaa Mensah · Jeriel Quainoo · Joe Ferguson · Nia Wedderburn-Goodison (elim.) · | 40,88 SB   | [ 9 ]  |
| Sztafeta mieszana 4 × 400 metrów (szczegóły) | Stany Zjednoczone · Chris Robinson · Courtney Okolo · Johnnie Blockburger · Lynna Irby-Jackson                                     | 3:09,54 CR WL | Australia · Luke van Ratingen · Ellie Beer · Terrell Thorne · Carla Bull · Cooper Sherman (elim.) · Reece Holder (elim.) · Alanah Yukich (elim.) | 3:12,20 AR | Kenia · David Sanayek Kapirante · Mercy Chebet · Brian Onyari Tinega · Mercy Oketch · Kevin Kipkrorir (elim.)       | 3:13,10 SB | [ 10 ] |

## Klasyfikacja medalowa
*   Gospodarz ( Chiny)
| Miejsce | Reprezentacja     | Złoto | Srebro | Brąz | Razem |
| ------- | ----------------- | ----- | ------ | ---- | ----- |
| 1       | Południowa Afryka | 2     | 0      | 1    | 3     |
| 2       | Stany Zjednoczone | 1     | 2      | 0    | 3     |
| 3       | Hiszpania         | 1     | 1      | 0    | 2     |
| 4       | Wielka Brytania   | 1     | 0      | 1    | 2     |
| 4       | Kanada            | 1     | 0      | 1    | 2     |
| 6       | Jamajka           | 0     | 1      | 1    | 2     |
| 7       | Belgia            | 0     | 1      | 0    | 1     |
| 7       | Australia         | 0     | 1      | 0    | 1     |
| 9       | Botswana          | 0     | 0      | 1    | 1     |
| 9       | Kenia             | 0     | 0      | 1    | 1     |
| Razem   | Razem             | 6     | 6      | 6    | 18    |

## Uczestnicy
W zawodach bierze udział 734 sportowców reprezentujących 43 państwa:
- Australia
- Belgia
- Botswana
- Brazylia
- Chile
- Chiny
- Chińskie Tajpej
- Dania
- Dominikana
- Francja
- Ghana
- Gujana
- Hiszpania
- Holandia
- Indie
- Irlandia
- Jamajka
- Japonia
- Kanada
- Katar
- Kenia
- Kolumbia
- Korea Południowa
- Liberia
- Meksyk
- Niemcy
- Nigeria
- Norwegia
- Paragwaj
- Peru
- Polska
- Południowa Afryka
- Portugalia
- Senegal
- Sri Lanka
- Stany Zjednoczone
- Szwajcaria
- Tajlandia
- Uganda
- Wielka Brytania
- Włochy
- Wybrzeże Kości Słoniowej
- Zimbabwe